# Medaille voor Militaire Verdienste (Schaumburg Lippe)
De Medaille voor Militaire Verdienste (Duits: Militär-Verdienstmedaille) van Schaumburg-Lippe werd in 1850 door Vorst George Willem van Schaumburg-Lippe ingesteld.
Er zijn meerdere modellen, of liever gezegd draagwijzen want de medaille zelf bleef gelijk, van deze onderscheiding bekend:
- De Medaille voor Militaire Verdienste
- De Medaille voor Militaire Verdienste met het randschrift Düppeler Höhen den 17. April 1849 (1849). De heuvels van Düppel in Jutland waren in de Duits-Deense Oorlog van 1849 het toneel van bloedige gevechten. In eerste instantie werden veertien medailles verleend, zeven aan Schaumburgers en zeven aan officieren uit Hessen-Kassel en Saksen. Twee medailles kregen een inscriptie op de rand. Volgens sommige bronnen[1] zouden er later nog 58 medailles zijn verleend.
- De Medaille voor Militaire Verdienste met gekruiste sabels op het lint 1870 - 1871. Alle 583 door vorst Adolf I van Schaumburg-Lippe in en na de Frans-Duitse Oorlog van 1870-1871 verleende Medailles voor Militaire Verdienste dragen zilveren sabels (Duits: gekreuztem Säbeln auf dem Band) op het lint.
- De Medaille voor Militaire Verdienste met het Kruis van Genève op het lint
- De Medaille voor Militaire Verdienste met gekruiste zilveren zwaarden (Duits: gekreuztem Schwertern auf dem Band) op het lint 1914 - 1918.

In de Eerste Wereldoorlog werd gekozen voor zwaarden in plaats van sabels. De onderscheiding werd nu zelden verleend, de nadruk was komen te liggen op het wederom ingestelde Kruis voor Trouwe Dienst dat in 1870 nog een bescheiden rol had gespeeld.
De medaille werd zonder op de rang van de te decoreren militair te letten toegekend.
De ronde zilveren medaille werd tot 1914 met een ring en daarna aan een draaiende bevestiging naar Brits voorbeeld aan het lint bevestigd en op de linkerborst gedragen. De medaille is nooit van model veranderd maar er zijn rode linten met brede witte biezen (uit 1870) en met blauwe biezen (uit 1849 want zonder sabels of zwaarden op het lint) bekend.
De medailles zijn alle van massief zilver. Ook toen de grondstoffen in Duitsland tijdens de Eerste Wereldoorlog schaars werden heeft men geen goedkope legeringen gebruikt.
Op de voorzijde staat een gekroond monogram "GL" in een krans van lauwer- en eikenbladeren. Op de keerzijde staat "FÜR MILITÄR VERDIENST" binnen eenzelfde krans. Onder de tekst zijn twee gekruiste sabels afgebeeld.